# E933
La ruta europea E933 és una carretera que forma part de la Xarxa de carreteres europees. Comença a Alcamo (Itàlia) i finalitza a Trapani (Itàlia). Té una longitud de 45 km. Té una orientació d'est a oest.